# Mesomys leniceps
Mesomys leniceps је врста глодара из породице бодљикави или чекињасти пацови (лат. Echimyidae). 

## Распрострањење
Перу је једино познато природно станиште врсте.

## Станиште
Врста Mesomys leniceps има станиште на копну.

## Угроженост
Подаци о распрострањености ове врсте су недовољни.

### Популациони тренд
Популациони тренд је за ову врсту непознат.